# Verein für Leibesübungen Bochum 1848 1990-1991
Questa voce raccoglie le informazioni riguardanti il Verein für Leibesübungen Bochum 1848 nelle competizioni ufficiali della stagione 1990-1991.

## Stagione
Nella stagione 1990-1991 il Bochum, allenato da Reinhard Saftig e Rolf Schafstall, concluse il campionato di Bundesliga al 14º posto. In Coppa di Germania il Bochum fu eliminato al primo turno dal Waldhof Mannheim.

## Rosa
| N. |                        | Ruolo | Calciatore         |
| -- | ---------------------- | ----- | ------------------ |
| 6  | Germania (bandiera)    | C     | Peter Peschel      |
| 12 | Germania (bandiera)    | D     | Christian Herrmann |
|    | Germania (bandiera)    | P     | Andreas Wessels    |
|    | Germania (bandiera)    | P     | Ralf Zumdick       |
|    | Germania (bandiera)    | D     | Olaf Dressel       |
|    | Francia (bandiera)     | D     | Patrick Guillou    |
|    | Germania (bandiera)    | D     | Thomas Kempe       |
|    | Germania (bandiera)    | D     | Walter Oswald      |
|    | Paesi Bassi (bandiera) | D     | Rob Reekers        |
|    | Germania (bandiera)    | D     | Andreas Ridder     |
|    | Germania (bandiera)    | D     | Peter Zanter       |
|    | Germania (bandiera)    | C     | Frank Benatelli    |
|    | Ungheria (bandiera)    | C     | László Farkasházy  |

| N. |                     | Ruolo | Calciatore        |
| -- | ------------------- | ----- | ----------------- |
|    | Germania (bandiera) | C     | Frank Heinemann   |
|    | Germania (bandiera) | C     | Dirk Helmig       |
|    | Germania (bandiera) | C     | Thorsten Legat    |
|    | Germania (bandiera) | C     | Elard Ostermann   |
|    | Germania (bandiera) | C     | Michael Rzehaczek |
|    | Germania (bandiera) | C     | Uwe Wegmann       |
|    | Germania (bandiera) | A     | Thomas Epp        |
|    | Germania (bandiera) | A     | Stefan Kohn       |
|    | Germania (bandiera) | A     | Uwe Leifeld       |
|    | Germania (bandiera) | A     | Rocco Milde       |
|    | Germania (bandiera) | A     | Jupp Nehl         |
|    | Polonia (bandiera)  | A     | Maciej Śliwowski  |
|    | Germania (bandiera) | A     | Adam Woitynek     |

## Organigramma societario
Area tecnica
- Allenatore: Rolf Schafstall
- Allenatore in seconda:
- Preparatore dei portieri:
- Preparatori atletici:

## Calciomercato

### Sessione estiva
| Acquisti | Acquisti           | Acquisti    | Acquisti |
| R.       | Nome               | da          | Modalità |
| -------- | ------------------ | ----------- | -------- |
| A        | Thomas Epp         | Saarbrücken |          |
| D        | Patrick Guillou    | Freiburger  |          |
| D        | Christian Herrmann | Homburg     |          |
| A        | Rocco Milde        | Stahl Riesa |          |
| A        | Maciej Śliwowski   | Stal Mielec |          |

| Cessioni | Cessioni        | Cessioni              | Cessioni |
| R.       | Nome            | a                     | Modalità |
| -------- | --------------- | --------------------- | -------- |
| A        | Andreas Jeschke | Eintracht Norderstedt |          |

### Sessione invernale
| Acquisti | Acquisti    | Acquisti        | Acquisti |
| R.       | Nome        | da              | Modalità |
| -------- | ----------- | --------------- | -------- |
| C        | Dirk Helmig | Rot-Weiss Essen |          |

| Cessioni | Cessioni       | Cessioni        | Cessioni |
| R.       | Nome           | a               | Modalità |
| -------- | -------------- | --------------- | -------- |
| C        | Michael Hubner | Rot-Weiss Essen |          |

## Risultati

### Bundesliga

#### Girone di andata
| Arbitro: | Scheuerer |

|            |           |                       |
| Stefes 42’ | Marcatori | 13’ Kempe 61’ Peschel |

| Arbitro: | Weber |

|          |           |  |
| Kohn 84’ | Marcatori |  |

| Arbitro: | Fux |

|            |           |  |
| Furtok 33’ | Marcatori |  |

| Bochum 1º settembre 1990, ore 15:30 CEST 4ª giornata | Bochum | 0 – 0 referto | Eintracht Francoforte | Ruhrstadion (18 504 spett.)\| Arbitro: \| Berg \| |
| Arbitro:                                             | Berg   |               |                       |                                                   |

| Arbitro: | Osmers |

|             |           |  |
| MacLeod 85’ | Marcatori |  |

| Arbitro: | Gangkofer |

|                                      |           |                           |
| Rzehaczek 9’ Kohn 40’ Legat 58’, 90’ | Marcatori | 32’ Rahn 88’ (rig.) Kruse |

| Arbitro: | Mierswa |

|                              |           |                             |
| Wohlfarth 4’ Augenthaler 33’ | Marcatori | 47’ (aut.) Kohler 84’ Legat |

| Bochum 29 settembre 1990, ore 15:30 CEST 8ª giornata | Bochum   | 0 – 0 referto | Norimberga | Ruhrstadion (18 000 spett.)\| Arbitro: \| Theobald \| |
| Arbitro:                                             | Theobald |               |            |                                                       |

| Arbitro: | Strigel |

|                                                |           |           |
| Funkel 12’ (rig.), 23’ Zietsch 30’ Bartram 83’ | Marcatori | 41’ Kempe |

| Arbitro: | Birlenbach |

|                             |           |             |
| Rzehaczek 44’ Kohn 76’, 89’ | Marcatori | 41’ Kirsten |

| Arbitro: | Dellwing |

|                            |           |                                   |
| Golke 3’, 68’ Steubing 54’ | Marcatori | 6’ Kohn 11’ Heinemann 87’ Peschel |

| Arbitro: | Wiesel |

|           |           |             |
| Legat 74’ | Marcatori | 53’ Gaudino |

| Arbitro: | Malbranc |

|                                       |           |                              |
| Glesius 23’ Schütterle 55’ Bogdan 79’ | Marcatori | 28’ (aut.) Kreuzer 42’ Legat |

| Arbitro: | Schmidhuber |

|  |           |                          |
|  | Marcatori | 55’ Stadler 62’ Hoffmann |

| Bochum 1º dicembre 1990, ore 15:30 CET 15ª giornata | Bochum   | 0 – 0 referto | Fortuna Düsseldorf | Ruhrstadion (13 500 spett.)\| Arbitro: \| Albrecht \| |
| Arbitro:                                            | Albrecht |               |                    |                                                       |

| Arbitro: | Föckler |

|  |           |                                    |
|  | Marcatori | 18’ Kohn 63’ Nehl 85’, 88’ Peschel |

| Arbitro: | Dellwing |

|                  |           |                |
| Legat 82’ (rig.) | Marcatori | 23’, 57’ Rufer |

#### Girone di ritorno
| Arbitro: | Assenmacher |

|                             |           |  |
| Kohn 15’ Kempe 37’ Nehl 68’ | Marcatori |  |

| Colonia 2 marzo 1991, ore 15:30 CET 19ª giornata | Colonia | 0 – 0 referto | Bochum | Müngersdorfer Stadion (15 000 spett.)\| Arbitro: \| Berg \| |
| Arbitro:                                         | Berg    |               |        |                                                             |

| Arbitro: | Merk |

|  |           |         |
|  | Marcatori | 39’ Eck |

| Arbitro: | Habermann |

|                   |           |         |
| Reekers 8’ (aut.) | Marcatori | 2’ Kohn |

| Arbitro: | Tritschler |

|                           |           |                              |
| Peschel 51’ Rzehaczek 90’ | Marcatori | 30’ (rig.) Zorc 41’ Breitzke |

| Arbitro: | Scheuerer |

|                               |           |                                     |
| Gries 24’ (rig.) Unglaube 84’ | Marcatori | 13’ Milde 39’ Nehl 70’, 73’ Wegmann |

| Arbitro: | Harder |

|                      |           |                          |
| Heinemann 22’ (rig.) | Marcatori | 51’ Bender 73’ Wohlfarth |

| Arbitro: | Fux |

|                              |           |                       |
| Eckstein 7’, 44’ (rig.), 78’ | Marcatori | 5’ Helmig 49’ Reekers |

| Arbitro: | Umbach |

|  |           |                      |
|  | Marcatori | 25’ Paßlack 90’ Fach |

| Arbitro: | Schmidhuber |

|                                                      |           |                               |
| Leśniak 10’ Kirsten 46’ Foda 68’ Schreier 79’ (rig.) | Marcatori | 34’ (rig.) Heinemann 68’ Kohn |

| Arbitro: | Birlenbach |

|                         |           |  |
| Legat 62’ Kohn 77’, 89’ | Marcatori |  |

| Arbitro: | Boos |

|                      |           |                        |
| Kastl 62’ Sammer 87’ | Marcatori | 55’ Rzehaczek 57’ Nehl |

| Arbitro: | Kasper |

|  |           |            |
|  | Marcatori | 18’ Scholl |

| Arbitro: | Tritschler |

|                                       |           |            |
| Kuntz 35’, 66’ Goldbæk 45’ Scherr 61’ | Marcatori | 16’ Helmig |

| Arbitro: | Neuner |

|                                     |           |                                                        |
| Andersen 3’ Spanring 10’ Allofs 31’ | Marcatori | 36’ Rzehaczek 48’ Nehl 67’ Helmig 69’ (rig.) Heinemann |

| Bochum 8 giugno 1991, ore 15:30 CEST 33ª giornata | Bochum    | 0 – 0 referto | Wattenscheid 09 | Ruhrstadion (25 000 spett.)\| Arbitro: \| Scheuerer \| |
| Arbitro:                                          | Scheuerer |               |                 |                                                        |

| Arbitro: | Ziller |

|                         |           |         |
| Votava 40’ Harttgen 44’ | Marcatori | 70’ Epp |

### Coppa di Germania
| Arbitro: | Strigel |

|                                  |           |               |
| Hecking 23’, 74’ Dais 59’ (rig.) | Marcatori | 83’, 86’ Kohn |

## Statistiche

### Statistiche di squadra
| Competizione      | Punti | In casa | In casa | In casa | In casa | In casa | In casa | In trasferta | In trasferta | In trasferta | In trasferta | In trasferta | In trasferta | Totale | Totale | Totale | Totale | Totale | Totale | DR |
| Competizione      | Punti | G       | V       | N       | P       | Gf      | Gs      | G            | V            | N            | P            | Gf           | Gs           | G      | V      | N      | P      | Gf     | Gs     | DR |
| ----------------- | ----- | ------- | ------- | ------- | ------- | ------- | ------- | ------------ | ------------ | ------------ | ------------ | ------------ | ------------ | ------ | ------ | ------ | ------ | ------ | ------ | -- |
| Bundesliga        | 29    | 17      | 5       | 6       | 6       | 19      | 16      | 17           | 4            | 5            | 8            | 31           | 36           | 34     | 9      | 11     | 14     | 50     | 52     | -2 |
| Coppa di Germania | -     | 0       | 0       | 0       | 0       | 0       | 0       | 1            | 0            | 0            | 1            | 2            | 3            | 1      | 0      | 0      | 1      | 2      | 3      | -1 |
| Totale            | 29    | 17      | 5       | 6       | 6       | 19      | 16      | 18           | 4            | 5            | 9            | 33           | 39           | 35     | 9      | 11     | 15     | 52     | 55     | -3 |

### Andamento in campionato
| Giornata  | 1 | 2 | 3 | 4 | 5  | 6 | 7 | 8 | 9  | 10 | 11 | 12 | 13 | 14 | 15 | 16 | 17 | 18 | 19 | 20 | 21 | 22 | 23 | 24 | 25 | 26 | 27 | 28 | 29 | 30 | 31 | 32 | 33 | 34 |
| --------- | - | - | - | - | -- | - | - | - | -- | -- | -- | -- | -- | -- | -- | -- | -- | -- | -- | -- | -- | -- | -- | -- | -- | -- | -- | -- | -- | -- | -- | -- | -- | -- |
| Luogo     | T | C | T | C | T  | C | T | C | T  | C  | T  | C  | T  | C  | C  | T  | C  | C  | T  | C  | T  | C  | T  | C  | T  | C  | T  | C  | T  | C  | T  | T  | C  | T  |
| Risultato | V | V | P | N | P  | V | N | N | P  | V  | N  | N  | P  | P  | N  | V  | P  | V  | N  | P  | N  | N  | V  | P  | P  | P  | P  | V  | N  | P  | P  | V  | N  | P  |
| Posizione | 5 | 3 | 6 | 7 | 12 | 6 | 6 | 6 | 10 | 8  | 8  | 8  | 9  | 11 | 11 | 9  | 10 | 9  | 9  | 9  | 9  | 11 | 10 | 11 | 11 | 12 | 14 | 11 | 12 | 14 | 14 | 14 | 14 | 14 |

Legenda:

Luogo: C = Casa; T = Trasferta. Risultato: V = Vittoria; N = Pareggio; P = Sconfitta.

### Statistiche dei giocatori
| Giocatore     | Bundesliga | Bundesliga | Bundesliga  | Bundesliga | Coppa di Germania | Coppa di Germania | Coppa di Germania | Coppa di Germania | Totale   | Totale | Totale      | Totale     |
| Giocatore     | Presenze   | Reti       | Ammonizioni | Espulsioni | Presenze          | Reti              | Ammonizioni       | Espulsioni        | Presenze | Reti   | Ammonizioni | Espulsioni |
| ------------- | ---------- | ---------- | ----------- | ---------- | ----------------- | ----------------- | ----------------- | ----------------- | -------- | ------ | ----------- | ---------- |
| F. Benatelli  | 5          | 0          | 1           | 1          | 0                 | 0                 | 0                 | 0                 | 5        | 0      | 1           | 1          |
| O. Dressel    | 20         | 0          | 2           | 0          | 0                 | 0                 | 0                 | 0                 | 20       | 0      | 2           | 0          |
| T. Epp        | 3          | 1          | 0           | 0          | 1                 | 0                 | 0                 | 0                 | 4        | 1      | 0           | 0          |
| L. Farkasházy | 0          | 0          | 0           | 0          | 0                 | 0                 | 0                 | 0                 | 0        | 0      | 0           | 0          |
| P. Guillou    | 1          | 0          | 0           | 0          | 0                 | 0                 | 0                 | 0                 | 1        | 0      | 0           | 0          |
| F. Heinemann  | 31         | 4          | 2           | 1          | 1                 | 0                 | 0                 | 0                 | 32       | 4      | 2           | 1          |
| D. Helmig     | 11         | 3          | 2           | 0          | 0                 | 0                 | 0                 | 0                 | 11       | 3      | 2           | 0          |
| C. Herrmann   | 18         | 0          | 3           | 0          | 0                 | 0                 | 0                 | 0                 | 18       | 0      | 3           | 0          |
| M. Hubner     | 7          | 0          | 0           | 0          | 0                 | 0                 | 0                 | 0                 | 7        | 0      | 0           | 0          |
| T. Kempe      | 27         | 3          | 7           | 1          | 1                 | 0                 | 0                 | 0                 | 28       | 3      | 7           | 1          |
| S. Kohn       | 26         | 11         | 0           | 0          | 1                 | 2                 | 0                 | 0                 | 27       | 13     | 0           | 0          |
| T. Legat      | 31         | 7          | 7           | 0          | 1                 | 0                 | 0                 | 0                 | 32       | 7      | 7           | 0          |
| U. Leifeld    | 6          | 0          | 2           | 0          | 0                 | 0                 | 0                 | 0                 | 6        | 0      | 2           | 0          |
| R. Milde      | 17         | 1          | 0           | 0          | 0                 | 0                 | 0                 | 0                 | 17       | 1      | 0           | 0          |
| J. Nehl       | 28         | 5          | 10          | 0          | 1                 | 0                 | 0                 | 0                 | 29       | 5      | 10          | 0          |
| E. Ostermann  | 6          | 0          | 0           | 0          | 1                 | 0                 | 0                 | 0                 | 7        | 0      | 0           | 0          |
| W. Oswald     | 27         | 0          | 4           | 0          | 0                 | 0                 | 0                 | 0                 | 27       | 0      | 4           | 0          |
| P. Peschel    | 29         | 5          | 1           | 0          | 0                 | 0                 | 0                 | 0                 | 29       | 5      | 1           | 0          |
| R. Reekers    | 31         | 1          | 3           | 0          | 1                 | 0                 | 1                 | 0                 | 32       | 1      | 4           | 0          |
| A. Ridder     | 18         | 0          | 2           | 0          | 1                 | 0                 | 1                 | 0                 | 19       | 0      | 3           | 0          |
| M. Rzehaczek  | 29         | 5          | 1           | 0          | 1                 | 0                 | 0                 | 0                 | 30       | 5      | 1           | 0          |
| U. Wegmann    | 27         | 2          | 7           | 0          | 1                 | 0                 | 0                 | 0                 | 28       | 2      | 7           | 0          |
| A. Wessels    | 34         | 0          | 1           | 0          | 1                 | 0                 | 0                 | 0                 | 35       | 0      | 1           | 0          |
| A. Woitynek   | 0          | 0          | 0           | 0          | 0                 | 0                 | 0                 | 0                 | 0        | 0      | 0           | 0          |
| P. Zanter     | 7          | 0          | 0           | 0          | 1                 | 0                 | 0                 | 0                 | 8        | 0      | 0           | 0          |
| R. Zumdick    | 0          | 0          | 0           | 0          | 0                 | 0                 | 0                 | 0                 | 0        | 0      | 0           | 0          |
| M. Śliwowski  | 0          | 0          | 0           | 0          | 0                 | 0                 | 0                 | 0                 | 0        | 0      | 0           | 0          |